# Казалуче
Казалуче (італ. Casaluce) — муніципалітет в Італії, у регіоні Кампанія,  провінція Казерта.
Казалуче розташоване на відстані близько 175 км на південний схід від Рима, 19 км на північ від Неаполя, 14 км на південний захід від Казерти.
Населення — 10 192 особи (2014).

## Демографія
Населення за роками:

Станом на 1 січня 2023 року в муніципалітеті офіційно проживало 455 іноземців з 39 країн, серед них 75 громадян країн Євросоюзу та 58 громадян України.

## Сусідні муніципалітети
- Аверса
- Фриньяно
- Сан-Таммаро
- Санта-Марія-Капуа-Ветере
- Теверола